# La Bâtie-Montgascon
La Bâtie-Montgascon è un comune francese di 1 784 abitanti situato nel dipartimento dell'Isère della regione dell'Alvernia-Rodano-Alpi.

## Società

### Evoluzione demografica
Abitanti censiti